# Minúscula 22
Minúscula 22 (en la numeración Gregory-Aland), ε 288 (Soden), conocido también como Codex Colbertinus 2467, es un manuscrito griego en minúsculas del Nuevo Testamento escrito en vitela (pergamino). Es datado paleográficamente en el siglo XII. Antiguamente fue fechado en el siglo XI (Tregelles, Scrivener). Tiene notas marginales, y fue adaptado para el uso litúrgico.

## Descripción
El códice contiene el texto de los cuatro Evangelios en 232 hojas de pergamino (26 cm por 19 cm) con algunas lagunas (Mateo 1:1-2:2; 4:19-5:25; Juan 14:22-16:27) . El texto está escrito en una columna por página, 22 líneas por página (17.2 cm x 12 cm), en tinta negra, las letras iniciales en tinta dorada.
El texto de los Evangelios está dividido de acuerdo a los κεφαλαια (capítulos), cuyos números se colocan al margen del texto, y los τιτλοι (títulos) en la parte superior de las páginas. También hay otra división de acuerdo con las Secciones Amonianas (en Mateo 355, en Marcos 233), cuyos números se dan en el margen, con referencias a los Cánones de Eusebio (parcialmente). Las referencias a los Cánones de Eusebio están incompletas.
Contiene tablas de los κεφαλαια (tablas de contenidos) antes de cada Evangelio y suscripciones al final de cada Evangelio. En el siglo XVI se añadieron marcas de leccionario en el margen (para el uso litúrgico). El manuscrito tiene un comentario acerca de la autenticidad de Marcos 16:9-20. El manuscrito está libre de errores de itacismo y errores por «homoioteleuton», y acentuado cuidadosamente. Algunas hojas están descolocadas.

## Texto
El texto griego del códice es mixto. Según Streeter es un representante del tipo textual cesariano, pero de acuerdo a Kurt Aland tiene algunos elementos del tipo textual bizantino, aunque no es manuscrito bizantino puro. Aland no lo colocó en ninguna categoría. D. A. Black lo clasificó como un texto cesariano. Alison Sarah Welsby colocó el manuscrito en la familia textual f1 en Juan, como un manuscrito antepasado de 1210.
Según el Perfil del Método de Claremont representa al grupo textual 22b en Lucas 1, Lucas 10 y Lucas 20, como miembro principal. Wisse enumera a 22, 134, 149, 351 (parte), 1192 y 1210 como miembros del grupo 22b.
En Mateo 10:12 (véase Lucas 10:5) lee:
λεγοντες ειρηνη τω οικω τουτω (decid que la paz sea en esta casa) después de αυτην. La lectura fue suprimida por el primer corrector, pero el segundo corrector la restauró. La lectura es utilizada por los manuscritos: Codex Sinaiticus, Bezae, Regius, Washingtonianus, Coridethianus, manuscritos de f1, 1010 (1424), it, vgcl.
Tiene algunas lecturas notables. En Mateo 27:9 tiene la variante textual única ἐπληρώθη τὸ ῥηθὲν διὰ Ζαχαρίου τοῦ προφήτου (cumplió lo que fue dicho por el profeta Zacarías). La lectura sólo es compatible con algunos manuscritos siríacos. Otros manuscritos suelen tener «Jeremías».

## Historia
El manuscrito es datado por el INTF en el siglo XII.
Fue añadido a la lista de manuscritos del Nuevo Testamento por Wettstein, quien le dio el número 22. El manuscrito fue parcialmente examinado y estudiado por Scholz (sólo 96 versos), Scrivener, y C. R. Gregory. H. A. Sanders dio una completa recopilación del manuscrito en 1914. Fue examinado y descrito por Paulin Martin. C. R. Gregory vio el manuscrito en 1885.
Se encuentra actualmente en la Bibliothèque nationale de France (Gr. 72) en París.

## Lectura adicional
- Henry A. Sanders (1914). «A New Collation of MS 22 of the Gospels». Journal of Biblical Literature (Filadelfia) 33: 92-117.